# Pride
 For alternative betydninger, se Pride (flertydig). (Se også artikler, som begynder med Pride (flertydig))
Pride er et stort, ofte årligt tilbagevendende arrangement med aktiviteter og aktioner, der sætter fokus på bl.a. homoseksuelles og transkønnedes rettigheder. Priden afsluttes typisk med en parade, der hylder mangfoldighed og frihed til at være dén, man er. Ordet "pride" bruges også om selve denne parade. Pridefænomenet opstod i USA i 1970 og har siden bredt sig til mange andre lande, deriblandt Danmark, hvor den første prideparade blev afholdt i 1971.
Formålet med pride-arrangementerne er at synliggøre den store mangfoldighed indenfor seksualitet, køn og kærlighed og derigennem skabe større accept af de forskellige gruppers naturlige tilstedeværelse i samfundet. Lige siden de første pride-festivaler har der været diskussion om, hvilke grupper af seksuelle eller kønslige mindretal (queer-personer) der burde synliggøres. I Danmark omfatter pridebevægelsen særligt lesbiske, bøsser, biseksuelle og transpersoner samt queers, aseksuelle og interkønnede personer.
Også enkelte befolkningsgrupper uden tilknytning til LGBT+-kultur har taget pridebegrebet til sig. Således har der siden 2005 været afholdt "Autistic Pride Day" ("autistisk pridedag") 18. juni hvert år i flere lande for at synliggøre autister og skabe accept af neurodiversitet og personers selvbestemmelse over deres egen livsførsel.

## Etymologi
Ordet pride kommer fra det engelske pride, som betyder "stolthed". På dansk kendes ordet brugt i sin nuværende betydning fra 1997, og som sammensat form fra 1995.

## Historie
Priden opstod i sin tid i USA for at mindes Stonewall-urolighederne i New York i 1969. Stonewall-begivenhederne har været et vigtigt symbol og startskud for moderne kampagner blandt homoseksuelle, hvor diskretion blev erstattet af stolthed, åbenhed og krav om rettigheder, og priden er et eksempel herpå. Den første prideparade fandt sted i New York i 1970 netop et år efter Stonewall.
Den første pride i Danmark såvel som hele Skandinavien fandt sted i København i 1971, hvor omkring 400 LGBT+-personer mødtes på Strøget i København på årsdagen for Stonewall. I de efterfølgende år arrangerede Forbundet af 1948 (i dag LGBT+ Danmark) sammen med Bøssernes Befrielsesfront og Lesbisk Bevægelse en årlig pride i hovedstaden. I mange år fandt arrangementet sted i Fælledparken. I 1996 blev Copenhagen Pride Associations stiftet som en selvstændig organisation, der skulle varetage arrangementet. Professionaliseringen skyldtes, at København dette år var blevet valgt som værtsby for det fælleseuropæiske arrangement Europride. CPA gik dog bagefter konkurs og blev opløst. Næste år blev den erstattet af foreningen Mermaid Pride, der varetog arrangementet de følgende år. I 2004 skiftede den navn til Copenhagen Pride, hvilket navn den har beholdt siden.
I 2021 afholdt Copenhagen Pride både den verdensomspændende World Pride og idrætsbegivenheden EuroGames. Det fælles arrangement havde over 100.000 deltagere og mere end 1800 atleter fra 49 forskellige lande. Daværende kronprinsesse Mary var protektor for arrangementet.  
Efterhånden har begivenheden spredt sig, så der også afholdes prider en række andre steder i Danmark. I 2025 henviste LGBT+ Danmark til pride-arrangementer 20 forskellige steder i landet. Desuden har der siden 2005 været afholdt pride i Tórshavn og siden 2010 i Nuuk.

## Udtryk og symboler
Prideparaderne er ofte farverige og iøjnefaldende og benytter sig af en række udtryk og symboler for at vise mangfoldigheden i LGBT+-kulturen. Pridens vigtigste symbol er regnbueflaget. Også den lyserøde trekant, som homoseksuelle aktivister tog til sig som et kamptegn i 1970'erne og 1980'erne, har været vidt udbredt. Senere er BDSM- og fetichtøj som lak, læder og latex i tilgift til almindelig spraglet, farverig og karnevalsagtig påklædning blevet et udbredt indslag i prideparaderne i Danmark og andre vestlige lande.